# Кофібрація
У математиці, зокрема алгебричній топології неперервне відображення називається кофібрацією (кофібрацією Гуревича або корозшаруванням), якщо воно задовольняє властивість розширення гомотопії для всіх топологічних просторів. Поняття кофібрації визначене як для загальних просторів так і для просторів із виділеною точкою.

## Означення
Неперервне відображення {\displaystyle i\colon A\to X} називається кофібрацією, якщо для всіх топологічних просторів Y і неперервних відображень 
{\displaystyle f\colon X\to Y,h\colon A\times \left[0,1\right]\to Y}
для яких 
{\displaystyle f\circ i=h\circ i_{0}} на просторі A
(де {\displaystyle i_{0}(x)=(x,0)} позначає включення {\displaystyle i_{0}\colon A\to A\times \left[0,1\right]}) існує продовження гомотопії
{\displaystyle {\overline {h}}\colon X\times \left[0,1\right]\to Y}
тобто 
{\displaystyle {\overline {h}}\circ (i\times id)=h}
і
{\displaystyle {\overline {h}}|_{X\times \{0\}}=f\circ \pi _{X}}
(де {\displaystyle \pi _{X}:X\times \{0\}\to X} є проєкцією).
Якщо розглядати простори із виділеними точками і відображення між ними, то в означенні усі гомотопії мають зберігати виділені точки.
Якщо {\displaystyle i\colon A\to X} є включенням {\displaystyle A\subset X} (а це насправді є справедливим для всіх кофібрацій) то воно є кофібрацією тоді і тільки тоді коли відображення 
{\displaystyle p\colon X\times \left[0,1\right]\to A\times \left[0,1\right]\cup X\times \left\{0\right\}}
є ретракцією.

## Приклади
- Включення гіперсфери у кулю відповідної розмірності

{\displaystyle S^{n-1}\to D^{n}}
є кофібрацією.
- Для будь-якого CW-комплекса включення підкомплекса є кофібрацією.

## Властивості
- Довільна кофібрація {\displaystyle f\colon A\to X} є ін'єкцією і гомеоморфізмом на образ відображення. Тобто кожна кофібрація є включенням підпростору.

Нехай {\displaystyle M_{f}} є циліндром відображення. Нехай {\displaystyle H_{t}:A\to M_{f}} є гомотопією при якій образом {\displaystyle (a,t)} є образ цієї точки у {\displaystyle M_{f}.} Нехай також {\displaystyle {\bar {H}}_{0}:X\to M_{f}} є включенням простору X  у циліндр відображення. Згідно властивості кофібрації тоді існує гомотопія {\displaystyle {\bar {H}}_{t}:X\to M_{f}} для якої {\displaystyle {\bar {H}}_{t}\circ f=H_{t}.} Оскільки для довільного t > 0 відображення {\displaystyle H_{t}} є ін'єктивним, то і {\displaystyle f} є ін'єкцією. Окрім того у цьому випадку {\displaystyle H_{t}} є гомеоморфізмом на {\displaystyle A\times t} і {\displaystyle H_{t}^{-1}\circ {\bar {H}}_{t}} є неперервним відображенням оберненим до f. Тож f є гомеоморфізмом між A і f(A).
- Як показано у статті Властивість розширення гомотопії, якщо додатково простір X є гаусдорфовим, то також f(A) є замкнутим підпростором у X.
- Якщо включення {\displaystyle f\colon A\to X} є кофібрацією, то конус відображення {\displaystyle C_{f}} є гомотопно еквівалентним фактор-простору {\displaystyle X/A} і

{\displaystyle H_{*}(X,A)=H_{*}(C_{f})=H_{*}(X/A)}.
- Як продемонстровано у статті Циліндр відображення, кожне неперервне відображення {\displaystyle f:X\to Y} є композицією {\displaystyle X\xrightarrow {\bar {f}} M_{f}\xrightarrow {h} Y,} де {\displaystyle {\bar {f}}} є кофібрацією, а {\displaystyle h} — гомотопною еквівалентністю. Таким чином для топологічних властивостей які не залежать від гомотопно еквівалентних просторів чи відображень, ці властивості можна перевіряти лише для кофібрацій, а не усіх відображень.